# Grande Líbano
O Estado do Grande Líbano foi um estado autônomo que, entre 1920 e 1926, fez parte da Síria mandatária - que era administrada pela França, por Mandato da Liga das Nações.
Em 1º de setembro de 1920, o general francês Henri Gouraud proclamou o estabelecimento do Estado do Grande Líbano, uma expansão do chamado "Pequeno Líbano", que desde 1861 recebera o estatuto de província otomana separada, semiautônoma - condição que manteve até 1915, quando o regime otomano, já em desintegração, decidiu recuperar o controle direto sobre o território.
Em 1926, o Grande Líbano, cujas fronteiras geográficas eram as mesmas do Líbano atual, passou a chamar-se República Libanesa.

## Antecedentes

### O "Pequeno Líbano"
A província semiautônoma do Monte Líbano fora criada pelo governo otomano, por pressões dos europeus (sobretudo franceses), após os conflitos do período 1840 - 1860, entre as comunidades cristã maronita e muçulmana drusa, motivados por disputas de terras agrícolas. Os conflitos culminaram com um massacre de 10 mil cristãos pelos drusos, após uma revolta camponesa, em maio de 1860, servindo de pretexto para mais uma invasão francesa. Assim, alegadamente para proteger os cristãos, foi organizada uma expedição francesa à Síria, entre agosto de 1860 e junho de 1861. Seguiram-se negociações diplomáticas, concluídas em 9 de junho de 1861, em Constantinopla, com a assinatura  de uma convenção, pelo grão-vizir Mehmed Emin Aali  e pelos  embaixadores da França, da Grã-Bretanha, da Prússia e da Rússia. O acordo reconhecia a autonomia parcial da província  autônoma (mutasarrifiyah) do Monte Líbano, estatuto que duraria de 1861 a 1915. A província do Monte Líbano, também chamada de Pequeno Líbano pela historiografia, deveria ser governada por um cristão nomeado pelo sultão e aprovado pelas potências europeias. Além disso, a província teria sua própria força policial.
Com o fim da Primeira Guerra Mundial e o desmantelamento do Império Otomano, a elite comercial cristã libanesa propôs a ampliação do território da antiga Mutassarrifiyah do Monte Líbano em direção às planícies férteis do Vale do Bekaa (a leste) e do Akkar (ao norte), à Galileia e à região montanhosa de Jabal Ámil (ao sul), a fim de constituir o Grande Líbano. Para tanto, os libaneses cristãos precisavam de um fundamento histórico-cultural que os diferenciasse dos muçulmanos do Líbano e dos árabes. Essa base foi buscada na civilização fenícia, com desdobramentos nas culturas grega, romana e nas Cruzadas. Assim, de um ponto de vista geopolítico, poderiam ser vistos pelas potências europeias, como um dos últimos enclaves cristãos no Oriente Médio, e afinal ter seu pleito reconhecido. Isto de fato ocorreu.

## O período do Mandato Francês

Mapa que mostra a distribuição religiosa do Grande Líbano.

Quando o Império Otomano foi formalmente dividido pelo Tratado de Sèvres, em 1920, seu território no Oriente Médio foi decidido em partes que deveriam ser mandatos da Liga das Nações e temporariamente governados pelo Reino Unido e pela França, em nome da Liga.
Aos britânicos foram dados:
- Palestina, cujo prazo de mandato era de 29 de setembro de 1923 a 15 de maio de 1948. Em abril de 1921, a Transjordânia tornou-se uma área autônoma  e, finalmente, deu origem ao reino hachemita da Transjordânia (depois Jordânia), em 25 de maio de 1946. O mandato terminou à meia-noite de 14 de maio de 1948, já em meio à guerra árabe-israelense de 1948.
- Mesopotâmia (que depois se transformaria no reino independente do Iraque), para o período de 10 de agosto de 1920 a 3 de outubro de 1932.

Os franceses receberam o  mandato sobre a Síria, com prazo de 29 de setembro de 1923 a 1º de janeiro de 1944, sendo que a área do Mandato incluía os atuais Síria, Líbano e a atual província de Hatay (na época, Alexandreta), que hoje é parte da Turquia.

### O "Grande Líbano"

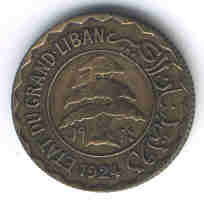
Moeda do Estado do Grande Líbano (1924).

Os maronitas, com forte apoio francês, tornaram-se o principal grupo social dominante do "Grande Líbano", tanto nas instâncias de poder da burocracia estatal quanto na esfera privada da sociedade. O  Estado do Grande Líbano tinha os limites do Líbano atual e Beirute como capital. Assim, Grande Líbano refere-se à incorporação dos antigos distritos otomanos de Trípoli e Sidon, bem como do Vale do Bekaa, à antiga região autônoma do Monte Líbano, estabelecida em 1861 para proteger a população cristã local.  Ao novo território foi concedido um pavilhão, no qual se fundia a bandeira francesa com o cedro do Líbano.

## Independência
A primeira Constituição libanesa foi promulgada em 23 de maio de 1926, tendo sido posteriormente emendada várias vezes. Baseada no modelo da Terceira República Francesa, prevê um parlamento bicameral com Câmara dos Deputados e Senado (que acabou sendo suprimido em 1927), um Presidente e um Conselho de Ministros ou gabinete. O presidente deveria ser eleito pela Câmara dos Deputados para um mandato de seis anos e não poderia ser reeleito nos seis anos seguintes. Já os deputados seriam eleitos pelo voto popular, segundo as diferentes comunidades religiosas.
O costume de escolher os ocupantes dos principais cargos políticos, bem como dos altos escalões da administração pública, de acordo com a proporção das principais seitas na população ("confessionalismo político") foi reforçado durante este período. Assim, por exemplo, o presidente deveria ser um cristão maronita, o primeiro-ministro um muçulmano sunita, e o presidente da Câmara dos Deputados um muçulmano xiita. Teoricamente, a Câmara dos Deputados cumpria a função legislativa, mas de fato as leis eram preparadas pelo executivo e submetidas à Câmara dos Deputados, que aprovava todas praticamente sem exceção. Nos termos da Constituição, o alto comissário francês ainda exercia o poder supremo - um arranjo que inicialmente motivou objeções por parte dos nacionalistas libaneses. Apesar disso, Charles Debbas, um ortodoxo grego, foi eleito o primeiro presidente do Líbano, três dias após a aprovação da Constituição.
No final do primeiro mandato do Debbas, em 1932, os cristãos maronitas Bechara El-Khoury e Émile Eddé concorreram ao cargo de presidente, dividindo assim a Câmara dos Deputados. Para resolver o impasse, alguns deputados sugeriram Shaykh Muhammad al Jisr, que era presidente do Conselho de Ministros e  líder muçulmano de Trípoli, como um candidato de compromisso. No entanto, o alto comissário francês, Henri Ponsot, suspendeu a Constituição, em 9 de maio de 1932, e prorrogou o mandato de Debbas por mais um ano. Dessa forma, ele pretendia evitar a eleição de um muçulmano para presidente. Insatisfeitas com a conduta Ponsot, as autoridades francesas o substituíram pelo conde Damien de Martel, que, em 30 de janeiro de 1934, nomeou Habib Pacha Es-Saad para presidente, com mandato de um ano (depois prorrogado por mais um ano).
Émile Eddé foi eleito presidente em 30 de janeiro de 1936. Um ano depois, ele restabeleceu
a Constituição de 1926 e começou a organizar as eleições para a Câmara dos Deputados. No entanto, a Constituição foi novamente suspensa, pelo alto comissário francês, em setembro de 1939, no início da Segunda Guerra Mundial.
Em 1941, a invasão da Síria e do Líbano pelos Aliados resulta na eliminação das autoridades francesas do Regime de Vichy. Sob pressão dos britânicos, os representantes da França livre dão seu aval à independência da Síria e do Líbano, mas ainda tentam manter o controle francês na região.
Em agosto de 1943, o cristão maronita Bechara El-Khoury negocia com outros notáveis, tais como o muçulmano sunita Riad al Solh, a divisão do poder entre as comunidades religiosas, ficando a presidência da república reservada aos maronitas; a presidência do conselho de ministros, aos sunitas;  a presidência da Câmara dos Deputados aos xiitas. Bechara El-Khoury, eleito presidente da República em 21 de setembro de 1943, logo se afirma como adversário do mandato francês.
Jean Helleu, nomeado  representante no Levante pela França livre, opõe-se à  modificação da constituição: a Câmara de Beirute vai além e extingue o mandato francês em novembro. No dia 11 de novembro de 1943, Helleu manda prender Bechara El-Khoury e o chefe de governo Riad al Solh. Émile Eddé retorna ao posto de chefe de Estado. Um governo "nacional" libanês logo se constitui na montanha, sustentado pelo presidente sírio Shukri al-Kuwatli e pelos britânicos. Manifestações violentas explodiram por todo o país. O general Georges Catroux é enviado com urgência a Beirute para restabelecer a ordem. Em 22 de novembro, os franceses libertam os dirigentes políticos libaneses e aceitam o princípio de independência.Desde então, essa data é comemorada, no Líbano, como o dia da independência do país.
Nos meses seguintes, a França transfere todas as competências administrativas aos governos sírio e libanês. A independência política do Líbano torna-se oficial em 1º de janeiro de 1944. Mas a França ainda conservaria o controle das tropas especiais do Levante até o fim da guerra, condicionando a independência à conclusão de um tratado. As últimas tropas francesas só deixaram o país em 1946.